# حي الميكانيك
حي الميكانيك هو أحد أحياء منطقة الدورة جنوب العاصمة العراقية بغداد يبدأ الحي من كنيسة ماربنهام لينتهي في الدير الذي يوجد بنهاية الشارع و يتميز هذا الحي بتنوع طائفي حيث كان اغلب سكانه من المسيحيين بالإضافة إلى السنة والشيعة والصابئة و يعتبر من أحياء بغداد الحديثة لكن بعد سقوط النظام في العراق 2003م تعرض المسيحيون إلى القتل و التهجير و لكن بعد استقرار الوضع عاد جزء منهم وأعيد افتتاح الكنائس التي أغلقت بفعل الإرهاب.
والكنائس الموجودة في حي الميكانيك هي:
1. كنيسة ماربهنام و اخته سارة للسريان الأرثوذكس
2. كنيسة مار بولص و بطرس للكلدان
3. كنيسة مار زيا الطوباوي المشرق الاشورية